# Grand Prix moto d'Italie 1995
Le Grand Prix moto d'Italie 1995 est le sixième rendez-vous de la saison 1995 du championnat du monde de vitesse. Il s'est déroulé sur le circuit du Mugello du 9 au 11 mai 1995.
C'est le 47e Grand Prix moto d'Italie.

## Classement final 500 cm³
| Pos. | Pilote               | Moto          | Temps/Écart     | Points |
| ---- | -------------------- | ------------- | --------------- | ------ |
| 1    | Mickael Doohan       | Honda         | 44 min 20 s 790 | 25     |
| 2    | Daryl Beattie        | Suzuki        | +3 s 728        | 20     |
| 3    | Alberto Puig         | Honda         | +8 s 922        | 16     |
| 4    | Shinichi Itoh        | Honda         | +14 s 436       | 13     |
| 5    | Alex Criville        | Honda         | +16 s 310       | 11     |
| 6    | Norifumi Abe         | Yamaha        | +16 s 370       | 10     |
| 7    | Alex Barros          | Honda         | +16 s 418       | 9      |
| 8    | Loris Reggiani       | Aprilia       | +34 s 747       | 8      |
| 9    | Loris Capirossi      | Honda         | +40 s 914       | 7      |
| 10   | Pierfrancesco Chili  | Cagiva        | +54 s 732       | 6      |
| 11   | Scott Russell        | Suzuki        | +1 min 00 s 252 | 5      |
| 12   | Luca Cadalora        | Yamaha        | +1 min 02 s 752 | 4      |
| 13   | Bernard Garcia       | ROC Yamaha    | +1 min 03 s 344 | 3      |
| 14   | Neil Hodgson         | ROC Yamaha    | +1 min 26 s 947 | 2      |
| 15   | Marc Garcia          | ROC Yamaha    | +1 min 34 s 550 | 1      |
| 16   | Juan Borja           | ROC Yamaha    | +1 min 35 s 222 |        |
| 17   | Adrien Bosshard      | ROC Yamaha    | +1 min 39 s 848 |        |
| 18   | James Haydon         | Harris Yamaha | +1 min 48 s 218 |        |
| 19   | Laurent Naveau       | ROC Yamaha    | +1 min 56 s 204 |        |
| 20   | Lucio Pedercini      | ROC Yamaha    | +1 tour         |        |
| 21   | Bruno Bonhuil        | ROC Yamaha    | +1 tour         |        |
| 22   | Scott Gray           | Harris Yamaha | +1 tour         |        |
| 23   | Jim Filice           | Harris Yamaha | +1 tour         |        |
| Abd. | Eugene McManus       | Harris Yamaha | Abandon         |        |
| Abd. | Cristiano Migliorati | Harris Yamaha | Abandon         |        |
| Abd. | Bernard Haenggeli    | ROC Yamaha    | Abandon         |        |
| Abd. | Andrew Stroud        | ROC Yamaha    | Abandon         |        |
| Abd. | Jeremy McWilliams    | Harris Yamaha | Abandon         |        |
| Abd. | Jean-Pierre Jeandat  | Paton         | Abandon         |        |
| Abd. | Sean Emmett          | Harris Yamaha | Abandon         |        |

## Classement final 250 cm³
| Pos. | Pilote                    | Moto    | Temps/Écart     | Points |
| ---- | ------------------------- | ------- | --------------- | ------ |
| 1    | Max Biaggi                | Aprilia | 41 min 06 s 276 | 25     |
| 2    | Tetsuya Harada            | Yamaha  | +1 s 075        | 20     |
| 3    | Marcellino Lucchi         | Aprilia | +4 s 491        | 16     |
| 4    | Ralf Waldmann             | Honda   | +9 s 814        | 13     |
| 5    | Tadayuki Okada            | Honda   | +9 s 863        | 11     |
| 6    | Kenny Roberts Jr          | Yamaha  | +32 s 357       | 10     |
| 7    | Nobuatsu Aoki             | Honda   | +32 s 656       | 9      |
| 8    | Patrick van den Goorbergh | Aprilia | +32 s 735       | 8      |
| 9    | Jean-Philippe Ruggia      | Honda   | +32 s 885       | 7      |
| 10   | Eskil Suter               | Aprilia | +38 s 291       | 6      |
| 11   | Carlos Checa              | Honda   | +46 s 463       | 5      |
| 12   | José Luis Cardoso         | Aprilia | +51 s 991       | 4      |
| 13   | Roberto Locatelli         | Aprilia | +52 s 076       | 3      |
| 14   | Sadanori Hikita           | Honda   | +55 s 139       | 2      |
| 15   | Jurgen Fuchs              | Honda   | +55 s 161       | 1      |
| 16   | Olivier Jacque            | Honda   | +1 min 01 s 455 |        |
| 17   | Olivier Petrucciani       | Aprilia | +1 min 15 s 373 |        |
| 18   | Massimo Ottobre           | Aprilia | +1 min 26 s 087 |        |
| 19   | Régis Laconi              | Honda   | +1 min 33 s 193 |        |
| 20   | Luca Boscoscuro           | Aprilia | +1 min 52 s 349 |        |
| 21   | Bernd Kassner             | Aprilia | +1 min 52 s 455 |        |
| 22   | Gregorio Lavilla          | Honda   | +1 min 52 s 512 |        |
| Abd. | Miguel Angel Castilla     | Yamaha  | Abandon         |        |
| Abd. | Pere Riba                 | Aprilia | Abandon         |        |
| Abd. | Luis Maurel               | Aprilia | Abandon         |        |
| Abd. | Jurgen van den Goorbergh  | Honda   | Abandon         |        |
| Abd. | Niall Mackenzie           | Aprilia | Abandon         |        |
| Abd. | Alessandro Gramigni       | Honda   | Abandon         |        |
| Abd. | Adolf Stadler             | Aprilia | Abandon         |        |
| Abd. | Jean-Michel Bayle         | Aprilia | Abandon         |        |

## Classement final 125 cm³
| Pos. | Pilote               | Moto    | Temps/Écart     | Points |
| ---- | -------------------- | ------- | --------------- | ------ |
| 1    | Haruchika Aoki       | Honda   | 41 min 24 s 470 | 25     |
| 2    | Stefano Perugini     | Aprilia | +0 s 004        | 20     |
| 3    | Masaki Tokudome      | Aprilia | +0 s 171        | 16     |
| 4    | Peter Öttl           | Aprilia | +0 s 240        | 13     |
| 5    | Kazuto Sakata        | Aprilia | +0 s 359        | 11     |
| 6    | Tomomi Manako        | Honda   | +7 s 345        | 10     |
| 7    | Akira Saito          | Honda   | +23 s 809       | 9      |
| 8    | Yoshiaki Katoh       | Yamaha  | +24 s 060       | 8      |
| 9    | Ken Miyasaka         | Honda   | +24 s 070       | 7      |
| 10   | Manfred Geissler     | Aprilia | +25 s 185       | 6      |
| 11   | Hideyuki Nakajo      | Honda   | +25 s 866       | 5      |
| 12   | Gianluigi Scalvini   | Aprilia | +26 s 794       | 4      |
| 13   | Andrea Ballerini     | Aprilia | +27 s 404       | 3      |
| 14   | Takehiro Yamamoto    | Honda   | +40 s 080       | 2      |
| 15   | Josep Sarda          | Honda   | +51 s 158       | 1      |
| 16   | Tomoko Igata         | Honda   | +1 min 06 s 718 |        |
| 17   | Stefan Prein         | Yamaha  | +1 min 09 s 853 |        |
| 18   | Yoshiyuki Sugai      | Honda   | +1 min 10 s 178 |        |
| 19   | Gabriele Debbia      | Yamaha  | +1 min 10 s 183 |        |
| 20   | Cristian Caliumi     | Yamaha  | +1 min 10 s 250 |        |
| 21   | Stefano Cruciani     | Honda   | +1 min 10 s 270 |        |
| 22   | Stefano Giannecchini | Aprilia | +1 min 36 s 364 |        |
| 23   | Ivan Cremonini       | Honda   | +1 tour         |        |
| 24   | Hiroyuki Kikuchi     | Honda   | +1 tour         |        |
| Abd. | Stefan Kurfiss       | Yamaha  | Abandon         |        |
| Abd. | Noboru Ueda          | Honda   | Abandon         |        |
| Abd. | Emilio Alzamora      | Honda   | Abandon         |        |
| Abd. | Herri Torrontegui    | Honda   | Abandon         |        |
| Abd. | Dirk Raudies         | Honda   | Abandon         |        |
| Abd. | Loek Bodelier        | Aprilia | Abandon         |        |
| Abd. | Igor Antonelli       | Aprilia | Abandon         |        |
| Abd. | Vittorio Lopez       | Aprilia | Abandon         |        |
| Abd. | Oliver Koch          | Aprilia | Abandon         |        |